# Verden under vand (roman)
I modsætning til megen anden post-apokalyptisk litteratur, har J. G. Ballards science fiction-roman fra 1962, Verden under vand (originaltitel The Drowned World) en hovedperson, som snarere end at være foruroliget over den gamle verdens undergang, er fascineret af den kaotiske virkelighed, der har erstattet den.
Verden under vand starter som en almindelig såkaldt "hård" science fiction-roman, forstået på den måde at årsagerne til verdens undergang forklares videnskabeligt – stråling fra solen har fået polar-isen til at smelte og temperaturen verden over til at stige, hvilket har forårsaget, at storbyerne i det nordlige Europa og Amerika er blevet dækket af smukke og fascinerende tropiske laguner. Men Ballards roman er tematisk mere kompleks end som så. Ballard bruger fortællingens post-apokalyptiske verden som et spejl for hovedpersonernes kollektivt ubevidste drifter. Et af Ballards gennemgående temaer er, at mennesket konstruerer sine omgivelser til at afspejle sine ubevidste drifter. I Verden under vand er det imidlertid en naturkatastrofe, der får den virkelige verden til at omdanne sig til et drømmelandskab, der får hovedpersonerne til at regrediere mentalt.
"Just as psychoanalysis reconstructs the original traumatic situation in order to release the repressed material, so we are now being plunged back into the archaeopsychic past, uncovering the ancient taboos and drives that have been dormant for epochs…Each one of us is as old as the entire biological kingdom, and our bloodstreams are tributaries of the great sea of its total memory." ("Ligesom psykoanalysen rekonstruerer den oprindelige traumatiske situation for at kunne frigøre det fortrængte materiale, således er vi nu ved at blive kastet tilbage i den arkæopsykiske fortid, hvorved de urgamle tabuer og drifter afdækkes som har slumret i umindelige tider. […] Enhver af os er så gammel som hele det biologiske kongerige, og vores blodårer strømmer ud i den totale hukommelses store hav.")

Denne artikel er en oversættelse af artiklen The Drowned World på den engelske Wikipedia. Oversættelsen tager i sin sprogbrug desuden udgangspunkt i den danske udgave af Verden under vand, oversat af Niels Erik Wille, udkommet på Steen Hasselbalchs Forlag 1969.